# Estándar de Sagan
El estándar de Sagan es un aforismo popularizado por el divulgador científico Carl Sagan, que sostiene que las «afirmaciones extraordinarias requieren evidencia extraordinaria» (en inglés: «extraordinary claims require extraordinary evidence» (ECREE)).
Utilizó la frase en su libro de 1979, El cerebro de Broca, y en el programa de televisión de 1980, Cosmos. Se ha descrito como fundamental para el método científico y se considera que resume los principios básicos del escepticismo científico.

## Lógica
Una afirmación extraordinaria es una que no se sostiene por la evidencia disponible u ordinaria. Por lo tanto los fundamentos para tal afirmación deben provenir de la observación de nueva evidencia o de un nuevo reconocimiento de la evidencia ya existente, la cual resulta extraordinaria.

## Historia
El aforismo fue hecho popular por el astrónomo Carl Sagan a través programa de televisión de 1980 Cosmos. Dos artículos de 1978, uno en U.S. News & World Report y otro de Koneru Ramakrishna Rao en la revista Journal of Parapsychology  citaron al físico Philip Abelson, que entonces era editor de Science y había usado la misma frase.
Otros han expuesto ideas muy similares con diferentes expresiones. Théodore Flournoy enunció en 1899 el principio de que «el peso de la evidencia para una afirmación extraordinaria tiene que estar proporcionada a su rareza», atribuyendo la idea a Laplace, quien enunció en 1814 que «nosotros deberíamos examinar [fenómenos aparentemente inexplicables] con una atención mucho más escrupulosa dado que parece más difícil admitirlos». En 1808, Thomas Jefferson también dijo «Mil fenómenos que no podemos explicar se presentan diariamente, pero donde los hechos se sugieren, sin indicar ninguna analogía con las leyes de la naturaleza hasta ahora conocidas, su veracidad requiere de pruebas proporcionadas a su dificultad». En su libro de 1978 On the Extraordinary: An Attempt at Clarification, el sociólogo Marcello Truzzi escribió que «una afirmación extraordinaria requiere una prueba extraordinaria».
En 2004 el ciclista Lance Armstrong utilizó la frase «las alegaciones extraordinarias requieren evidencia extraordinaria» para desacreditar las acusaciones de dopaje realizadas por el periodista David Walsh. A Armstrong luego se le preguntó: «¿Qué es lo que tienes que hace a una prueba ordinaria insuficiente para desacreditarte? Para los asesinos no estamos buscando pruebas extraordinarias, estamos buscando pruebas. Pero estás diciendo que para ti tiene que ser extraordinaria. ¿Por qué?». Más tarde, en 2013, Armstrong confesó el dopaje.

## Crítica del aforismo
El aforismo ha sido criticado tanto por su aparente aporte a la ortodoxia, por elevar el estándar probatorio para afirmaciones que se encuentran fuera del consenso social actual, como por introducir subjetividad y ambigüedad en el momento de determinar los requisitos de una afirmación extraordinaria. David Deming escribe: «la ciencia no contempla dos tipos de evidencia. El abuso del ECREE para suprimir la innovación y mantener la ortodoxia debería ser evitado dado que su aplicación debe atrasar el objetivo científico de establecer conocimiento fiable».